# Come salvare il capitalismo
Come salvare il capitalismo (Saving Capitalism) è un docu-film del 2017 diretto da Jacob Kornbluth e Sari Gilman.
Il film è stato distribuito il 21 novembre 2017 da Netflix.

## Trama
Il film vede l'ex segretario del lavoro e professore, Robert Bernard Reich, mentre porta il suo libro (Come salvare il capitalismo) e le sue opinioni nel cuore dell'America conservatrice per parlare dei problemi relativi al sistema economico e per presentare idee su come risolverlo.

## Accoglienza

### Critica
Il film ha ottenuto il 65% di recensioni positive (su 87 recensioni) sul sito Rotten Tomatoes con una media di 3.5/5.